# Mazzy Star
Mazzy Star — американская музыкальная группа, исполняющая дрим-поп.

## История группы
Группа была образована в Санта-Монике в 1989 году, когда Хоуп и Дэвид Робэк познакомились в Лос-Анджелесе, где Робэк был активным участником калифорнийской инди-сцены Paisley Underground, возродившей психоделический рок.
Вышедший в 1990 году дебютный альбом «She Hangs Brightly» сочетал элементы блюза и фолка с психоделическим звучанием гитары. В 11 треках Mazzy Star определили свою территорию — тягучий дрим-поп. У группы появились поклонники, но Сандовал и Робэк с самого начала подчеркнуто дистанцировались от любых «звёздных» проявлений коммерческого успеха. Они практически не давали интервью, а когда журналистам удавалось всё-таки загнать их в угол — отделывались односложными ответами.
Следующий альбом группы «So tonight that I might see» вышел два года спустя уже на другом лейбле. Во втором альбоме Хоуп и Девид продолжали ту же линию, но звук стал более собранным. Через год после выхода альбома первый трек альбома «Fade into you» попал в американские чарты, и в 1995 году альбом стал платиновым. Успех нисколько не вскружил голову Хоуп и Дэвиду. Она продолжала делить своё время между Лос-Анджелесом и Лондоном, а он обосновался в Беркли. Время от времени они давали малосодержательные интервью и удивляли поклонников редкими живыми выступлениями.
В 1996 году вышел «Among my swan», закрепивший за Mazzy Star репутацию самой меланхоличной группы американской инди-сцены. Альбом получился более лаконичным и акустическим, чем предыдущий. После выхода альбома музыканты отправились в небольшое турне. Последнее выступление группы перед двенадцатилетним перерывом состоялось в Лондоне в 2000 году.
Хотя Mazzy Star никогда официально не заявляли о прекращении совместной деятельности, никаких новых релизов не было в течение 15 лет. В октябре 2011 года группа представила два новых трека — «Common burn» и «Lay myself down». В 2013 году состоялся релиз четвёртого полноформатного альбома «Seasons of your day».
Сооснователь группы Дэвид Робэк умер 24 февраля 2020 года от рака.

## Состав

### Основной состав
- Хоуп Сандовал — вокал, гитара, глокеншпиль, губная гармошка, продюсер, автор песен

### Нынешние соучастники
- Суки Эверс — клавишные
- Кольм О’Кисог — гитара, бас-гитара, клавишные, ударные
- Джош Йенн — педальная слайд-гитара

### Бывшие участники
- Девид Робэк — гитара, клавишные, музыка, продюсер, автор песен (ум. 24 февраля 2020)
- Кит Митчелл — ударные (ум. 14 мая 2017)
- Джилл Эмери — бас-гитара
- Курт Эльцнер — гастрольный гитарист
- Уильям Купер, настоящее имя Уилл Гленн (ум. 2001) — клавишные, скрипка[3][4]

## Дискография

### Альбомы
| Год  | Название                                                                   | Высшая строка в хит-параде | Высшая строка в хит-параде | Высшая строка в хит-параде | Сертификация     |
| Год  | Название                                                                   | U.S.                       | N.Z.                       | U.K.                       | Сертификация     |
| ---- | -------------------------------------------------------------------------- | -------------------------- | -------------------------- | -------------------------- | ---------------- |
| 1990 | She Hangs Brightly - Выпущен: 21 мая 1990 - Лейбл: Capitol                 | —                          | —                          | —                          | - US: Золотой    |
| 1993 | So Tonight That I Might See - Выпущен: 5 октября 1993 - Лейбл: Capitol     | 36                         | —                          | 68                         | - US: Платиновый |
| 1996 | Among My Swan - Выпущен: 29 октября 1996 - Лейбл: Capitol                  | 68                         | 41                         | 57                         |                  |
| 2013 | Seasons of Your Day - Выпущен: 24 сентября 2013 - Лейбл: Rhymes of An Hour | 42                         | —                          | 24                         |                  |
| 2018 | Still EP - Выпущен: 1 Июня 2018 - Лейбл: Rhymes of An Hour                 | —                          | —                          | —                          |                  |

### Синглы
| Год  | Название              | Высшая строка в хит-параде | Высшая строка в хит-параде | Высшая строка в хит-параде | Высшая строка в хит-параде | Альбом                      |
| Год  | Название              | U.S.                       | U.S. Mod                   | CAN                        | U.K.                       | Альбом                      |
| ---- | --------------------- | -------------------------- | -------------------------- | -------------------------- | -------------------------- | --------------------------- |
| 1989 | «Halah»               | —                          | 19                         | —                          | —                          | She Hangs Brightly          |
| 1990 | «Blue Flower»         | —                          | 29                         | —                          | —                          | She Hangs Brightly          |
| 1994 | «Fade into You»       | 44                         | 3                          | 83                         | 48                         | So Tonight That I Might See |
| 1995 | «She’s My Baby»       | —                          | —                          | —                          | —                          | So Tonight That I Might See |
| 1996 | «Flowers in December» | —                          | —                          | —                          | 40                         | Among My Swan               |
| 1996 | «I’ve Been Let Down»  | —                          | —                          | —                          | —                          | Among My Swan               |
| 2009 | «Into Dust»           | —                          | —                          | —                          | 71                         | So Tonight That I Might See |

## В кино и на телевидении
- Песня «Fade into You» группы «Mazzy Star» звучит в следующих художественных фильмах: «Ангус» (1995 г.), «Звёздный десант» (1997 г.), «Трансплантант» (или «Сердце»; 1999 г.), «Унесённые» (2002 г.), «Оружейный барон» (2005 г.), «Патруль» (2012 г.), «Покорители волн» (2012 г.), «Американская милашка» (2016 г.). А также в телесериалах: «Жемчужные ворота» (или «Врата рая», нидерл. De hemelpoort; 2000—2001 гг.) — в 21 серии 1 сезона; «Город пришельцев» (1999—2002 гг.) — в 19 серии 2 сезона; «Детектив Раш» (2003—2010 гг.) — в [[Список эпизодов телесериала «Детектив Раш»#Второй сезон (2004—2005)[3]|15 серии 2 сезона]]; «C.S.I.: Место преступления Нью-Йорк» (2004—2013 гг.) — в 9 серии 5 сезона; «Без следа» (2002—2009 гг.) — в 5 серии 2 сезона; «Грань» (2008—2013 гг.) — в 7 серии 4 сезона; мультсериал «Дарья» (1997—2002 гг.) — в 5 серии 1 сезона[англ.].[13]
- Песня «Into Dust» звучит в художественных фильмах «Ложный огонь» (1996 г.) и «В доме моего отца» (1997 г.). А также в телесериалах: «Зачарованные» (1998—2006 гг.) — в 6 серии 4 сезона; «Доктор Хаус» (2004—2012 гг.) — в 3 серии 3 сезона; «Одинокие сердца» (2003—2007 гг.) — в пилотном выпуске и в 7 серии 4 сезона; «Кентерберийский закон» (2008 г.) — во 2 серии[англ.];[13] «Парк авеню, 666» (2012 г.) — в 4 серии 1 сезона;[14] «Исправлять ошибки» (или «Ошибки прошлого»; с 2013 г.) — в 3 серии 1 сезона[англ.].[13]; «Рассказ служанки» (2017—2019 гг.) — в 13 серии 3 сезона.
- Песня «Look on Down From the Bridge» звучит в художественных фильмах «Лучшие планы»[англ.] (1999 г.), «Это случилось в долине»[англ.] (2005 г.) и «Поля» (2011 г.), а также в телесериале «Клан Сопрано» (1999—2007 гг.) — в 4 серии 1 сезона, а также в мультфильме «Рик и Морти» в конце 6 серии 1 сезона и в конце 5 серии 7 сезона.
- Песня «Flowers In December» звучит в художественных фильмах «Лучшие планы» (1999 г.) и «Одержимость» (2004 г.), а также в телесериале «За решётками — женская тюрьма»[нем.] (с 1997 г.) — в 31 серии 15 сезона[нем.].
- Песня «Take Everything» звучит в художественном фильме «В доме моего отца» (1997 г.) и в телесериале «За решётками — женская тюрьма» (с 1997 г.) — в 31 серии 15 сезона.
- Песня «Blue Light» звучит в художественных фильмах «Час сумерек»[англ.] (2004 г.) и «Покорители волн» (2012 г.).
- Песни «Ghost Highway» и «Give You My Lovin» звучат в художественном фильме «Любовь и 45-й калибр» (1994 г.).
- Песни «Happy» и «All Your Sisters» звучат в художественном фильме «Это случилось в долине» (2005 г.).
- Песня «Tell Me Now» звучит в художественном фильме «Бэтмен навсегда» (1995 г.).
- Песня «Rhymes of an Hour» звучит в художественном фильме «Ускользающая красота» (1996 г.).[13]
- 9 июля 1994 г. участники группы «Mazzy Star» в качестве приглашённых гостей участвовали в британском музыкальном ток-шоу «Позже с Джулсом Холландом»[англ.].[15]
- 23 августа 1994 г. группа «Mazzy Star» участвовала в развлекательном американском ток-шоу «Поздняя ночь с Конаном О`Брайэном»[англ.].[16]